# Cesare Bermani
Cesare Bermani (Novara, 6 maggio 1937) è uno storico italiano.
Figlio del sindaco di Novara e senatore socialista Alessandro Bermani, occasionalmente è stato anche cantante.

## Biografia
Fra i fondatori dell'Istituto Ernesto De Martino, è stato uno dei primi in Italia a praticare il metodo storiografico della storia orale, essendo anche promotore dell'Associazione italiana di storia orale, sezione dell'International Oral History Association. È stato redattore e direttore delle riviste Il nuovo canzoniere italiano, Primo Maggio, Il de Martino, collaboratore de I giorni cantati e attualmente scrive saggi per L'impegno e Musica/Realtà. Va ricordato come scrittore di testi teatrali, per esempio insieme a Franco Coggiola, Ci ragiono e canto, per la regia di Dario Fo (1966). Ha curato molti dischi riguardanti il canto popolare e di rivolta per i Dischi del Sole. Ha collaborato con Gianni Bosio, uno dei più accreditati storici del movimento operaio italiano, con Alberto Mario Cirese, con Giulio Angioni.
Importante è il metodo di ricerca usato da Bermani, con l'utilizzo delle fonti orali rivisto criticamente in base a cultura e conoscenze, per l'affinamento degli studi sul movimento operaio e popolare. Ha scritto per diversi giornali della sinistra, fra cui l'Unità, Avanti!!, il manifesto, Liberazione,  Rivista anarchica, Volontà. Ha svolto attività di ricercatore nel 1962-1963 presso il Centro Medico Pedagogico dell'Ospedale Maggiore di Novara.
La sua linea di ricerca era rivolta alle problematiche connesse alla lateralità nel bambino in inizio età scolare e a quelle concernenti i flussi migratori, utilizzando un metodo di ricerca di tipo socio-antropologico-storico, con particolare attenzione alle cause del ritardo nell'apprendimento scolastico da parte degli immigrati; nello specifico ha fatto ricerca sui ritardi di apprendimento e sull'emarginazione dei bambini nelle coree, cioè le baraccopoli costruite nelle città dagli immigrati (l'appellativo di coree ricorda le baracche della Corea in quanto molte di queste "baraccopoli", più o meno estese, furono costruite attorno agli anni della guerra di Corea). Cesare Bermani, abitante di Orta San Giulio, si è molto occupato di questa cittadina e del suo lago, e della Valsesia in generale. È presidente dell'Associazione Ernesto Ragazzoni per la difesa del patrimonio artistico e paesaggistico del Lago d'Orta.

## Libri e pubblicazioni
- L'altra cultura. Interventi, rassegne, ricerche. Riflessi culturali di una milizia politica (1962-1969), Milano, Edizioni del Gallo, 1970;
- La Battaglia di Novara (9 luglio-24 luglio 1922). Occasione mancata della riscossa proletaria e antifascista, Milano, Sapere, 1972;
- L'oro di Pestarena, Milano, Sapere, 1973;
- Dalla Grande associazione degli operai di Novara al Circolo operaio agricolo della Bicocca. Un secolo e mezzo di associazionismo a Novara, Novara, Arci, 1983;
- Storia e antropologia in La cultura delle classi subalterne fra tradizione e innovazione, Alessandria, Edizioni dell'Orso, 1988;
- La "democrazia reale. Gli eccidi di lavoratori e militanti dal 25 luglio 1943 all'entrata in vigore della legge Reale (maggio 1975). Libro bianco sulla legge Reale. Materiali sulle politiche di repressione e controllo sociale", Milano, Centro di Iniziativa Luca Rossi, 1990;
- O carcerier che tieni la penna in mano. La ricerca sul canto sociale di Gianni Rodari e Ernesto de Martino (1949-1953), Omegna, Edizioni Città di Omegna, 1990;
- Il bambino è servito. Leggende metropolitane in Italia, Bari, Dedalo, 1991;
- Arnold Van Gennep, il suo tempo e il nostro, Prefazione a Arnold Van Gennep, le origini delle leggende. Una ricerca sulle leggi dell'immaginario, Milano, Xenia, 1992;
- Cento anni di socialismo nel Novarese (con Filippo Colombara), Novara, Duegi, 1992;
- I lavoratori italiani nel Terzo Reich, in L'Italia in guerra, 1940-1943, Annali della Fondazione Luigi Micheletti, Brescia, n. 5, 1992;
- Dopo la guerra di liberazione (Appunti per una storia ancora non scritta), in Conoscere la Resistenza, Milano, Edizioni Unicopli, 1994;
- Il "rosso libero". Corrado Bonfantini organizzatore delle brigate "Matteotti", Milano, Fondazione Anna Kuliscioff, 1995;
- Pagine di guerriglia. L'esperienza dei garibaldini della Valsesia, Istituto per la storia della Resistenza e della società contemporanea nelle province di Biella e Vercelli "Cino Moscatelli". 4 voll. in 5 tomi, 1995-2000;
- Le storie della Resistenza. Cinquant'anni di dibattito storiografico in Italia, Verbania;
- "Fogli sensibili", 1995;
- Un uomo un paese. Giacomo Grai e Romagnano Sesia: fascismo Resistenza e dopoguerra, Romagnano Sesia, Anpi, 1995;
- Spegni la luce che passa Pippo. Voci, leggende e miti della storia contemporanea, Roma, Odradek Edizioni, 1996;
- Storia e mito e della Volante Rossa con una testimonianza di Eligio Trincheri, Milano, Nuove Edizioni Internazionali, 1996;
- Il nemico interno. Guerra civile e lotta di classe in Italia (1943-1976), Roma, Odradek Edizioni, 1997;
- con Sergio Bologna; Brunello Mantelli, Proletarier der Achse. Sozialgeschichte der italianischen Fremdarbeit in NS-Deutschland 1937-1943. Akademie Verlag, Berlino 1997;
- Una storia cantata. 1962-1997. Trentacinque anni di vita del Nuovo Canzoniere Italiano;Istituto Ernesto de Martino, Milano, Jaca Book-Istituto Ernesto de Martino, 1997;
- Al lavoro nella Germania di Hitler. Racconti e memorie dell'emigrazione economica italiana 1937-1945, Torino, Bollati Boringhieri, 1998;
- Danilo Montaldi: con ricerca e storie di vita, in Luigi Parente (a cura di), Danilo Montaldi e la cultura di sinistra del secondo dopoguerra, atti del convegno, Napoli, Istituto italiano per gli studi filosofici, 1998;
- Per una mappa bibliografica dei revisionismi storici, in Cesare Bermani - Silverio Corvisieri - Claudio Del Bello - Sandro Portelli, Guerra civile e Stato. Per una revisione di sinistra, Roma, Odradek Edizioni, 1998;
- Pierre Degeyter, contestato autore della musica de "l'Internazionale", in Luigi Cortesi e Andrea Panaccione (a cura di), Il socialismo e la storia. Studi per Stefano Merli, Milano, FrancoAngeli, 1998;
- Delatori, infiltrati, poliziotti, regi carabinieri e agenti dell'Upi: l'apparato di repressione fascista. Storie di ieri per la storia di oggi, Novara fa da sé, atti del convegno, Novara, Isrsc No-Vb, 1999;
- Fonti orali e ricerca storica in Italia, in Aa. Vv., Introduzione alla storia orale. Storia, conservazione delle fonti e problemi di metodo, vol. I, Roma, Odradek Edizioni, 1999;
- "Stanotte si è sentito passare il Pippo, Il nuovo volto di Ares o il simbolo nella guerra post moderna. Profili di simbolica politico-giuridica", Padova, Cedam, 1999;
- Storie e storiografie della Resistenza, I parte, in Aa. Vv., Lezioni sul revisionismo storico, Brescia, Fondazione Luigi Micheletti, 1999.
- "La Volante Rossa. Storia e mito di "un gruppo di bravi ragazzi" con testimonianza di Eligio Trincheri", Paderno Dugnano, Edizioni Colibrì, Archivio Primo Moroni, 2009
- "GUERRA GUERRA AI PALAZZI E ALLE CHIESE... ". Saggi sul canto sociale, Roma, Odradek Edizioni, 2003;
- Pane, rose e libertà - Le canzoni che hanno fatto l'Italia: 150 anni di musica popolare, sociale e di protesta, Milano, BUR, 2010;
- con Marcello Ingrao, L'alba intravista – Militanti politici del Biennio rosso tra Piemonte e Lombardia, Milano, Prospettiva Marxista, 2024:

## Saggi
- Il settembre a Novara, in 1920. La grande speranza. L'occupazione delle fabbriche in Italia, numero speciale de "Il Ponte", Firenze, ottobre 1970;
- Per la "riabilitazione" di un comunista novarese: Pinèla Rimola, in "Ieri Novara oggi", Novara, n. 3, agosto 1980;
- L'antifascismo del luglio 1960, in "Studi bresciani", Brescia, n. 6, 1992;
- Francesco De Michelis detto il "Biondìn": un fuorilegge tra "ligéra" e socialismo, in "Archivi & Storia", Vercelli, n. 9-10, gennaio-dicembre 1993;
- Studi e ricerche sul canto di risaia: un primo bilancio, in "Studi di museologia agraria", Torino, n. 22, dicembre 1994, e n. 23, giugno 1995;
- La Marsigliese: riflessi sul canto sociale del movimento operaio italiano, in "Musica/Realtà", Milano, novembre 1995;
- L'Ufficio Difesa del Psiup e la riorganizzazione delle Brigate Matteotti (1945-1946), in "l'impegno", Borgosesia, a. XVI, n. 2, agosto 1996;
- Tra furore e valore: Ernesto de Martino, numero monografico di "Il de Martino", Sesto Fiorentino, n. 5-6, 1996;
- La "vera" storia di "Bella ciao", in Canto sociale e Resistenza, numero monografico di "Il de Martino", Sesto Fiorentino, n. 8, 1998;
- Le origini di Bandiera rossa, in "Musica/Realtà", Milano, n. 55, 1998;
- «Vieni o maggio». Canto sociale, racconti di magia e ricordi di lotta della prima metà del XX secolo nella bassa novarese, Interlinea edizioni, 2009.
- Bella ciao. Storia e fortuna di una canzone: dalla resistenza italiana all’universalità delle resistenze, Interlinea edizioni, 2020.

## Libri curati o alla cui stesura ha partecipato come collaboratore
- Giulio Angioni, Cesare Bermani, Gian Luigi Bravo, Pier Giorgio Solinas (a cura di Alberto Mario Cirese), Folklore e antropologia tra storicismo e marxismo, Palermo, Palumbo, 1972.
- Amílcar Cabral, Cultura e guerriglia, Milano, Collettivo Editoriale 10/16, 1976;
- Gianni Bosio, Il trattore ad Acquanegra sul Chiese. Piccola e grande storia in una comunità contadina, Bari, De Donato, 1981;
- Modestina la va a la Morla. Canzoni popolari bergamasche dell'Ottocento. presso Il Fondo Carlo Tenca, Bergamo, Sistema bibliotecario urbano, 1985;
- Gianni Rodari, La storia degli uomini scritta da Gianni Rodari per i ragazzi ma dedicata anche ai grandi, Omegna, Edizioni città di Omegna, 1990;
- Giovanna Daffini, L'amata genitrice. Reggio Emilia, Age grafico-editoriale, 1993;
- La marchesa Colombi, in In risaia. Racconto di Natale (con Silvia Benatti), Novara, Interlinea Edizioni, 1994;
- Gianni Bosio, L'intellettuale rovesciato. Interventi e ricerche sulla emergenza d'interesse verso le forme di espressione e di organizzazione "spontanee" nel mondo popolare e proletario (gennaio 1963-agosto 1971), Milano, Istituto Ernesto de Martino-Jaca Book, 1998;
- Introduzione alla storia orale. Storia, conservazione delle fonti e problemi di metodo, vol. I, Roma, Odradek Edizioni, 1999;
- Partecipazione al gruppo di lavoro per la stesura di Avanti popolo alla riscossa, raccolta di due secoli di canti popolari e di protesta civile, pubblicata in 12 con cd allegato, a cura dell'Istituto Ernesto de Martino, Milano, Hobby & Work italiana-Ala bianca Group, 1998;
- Ernesto Ragazzoni, L'ultima dea, Interlinea edizioni, 2004;
- La Marchesa Colombi, In risaia. Racconto di Natale, Interlinea edizioni, 2019.